# Pharaon (jeu vidéo)
 (août 2016).
Si vous disposez d'ouvrages ou d'articles de référence ou si vous connaissez des sites web de qualité traitant du thème abordé ici, merci de compléter l'article en donnant les références utiles à sa vérifiabilité et en les liant à la section « Notes et références ».
Pour les articles homonymes, voir Pharaon (homonymie).
Pharaon est un jeu vidéo de gestion de type city-builder développé par Impressions Games et publié par Sierra en 1999. Il reprend le système de jeu de la série Caesar qu'il transpose à la construction d'une cité de l'Égypte antique. Il bénéficie d'une extension, Cléopâtre : La reine du Nil, publiée en 2000.
Un remake intitulé Pharaoh: A New Era est édité par Triskell Interactive et Dotemu en 2023.

## Présentation
Utilisant les mêmes principes que Caesar III, Pharaon demande au joueur d'administrer un lopin de terre en Égypte Antique, d'y construire une cité, d'y développer le commerce et d'en faire une cité florissante de la période pharaonique (et prédynastique).
Durant une partie, il faudra :
- construire des habitations pour y accueillir les immigrants.
- s'occuper de la religion, en construisant des temples pour obtenir la bienveillance des dieux (les dieux bienveillants vous couvriront de cadeaux mais attention aux dieux que vous risquez de mettre en colère...) ;
- veiller à ce que les habitants aient une bonne hygiène, une bonne éducation et des loisirs en construisant pharmacies, salles d'embaumeurs, écoles de scribes, des écoles de danse ou de jongleurs, etc. ;
- de même, vos habitants doivent avoir accès à l'eau, à plusieurs types de nourriture, voire consommer de la bière ;
- ces habitants ont besoin de nombreux biens de consommations autres que la nourriture, ils réclament aussi de la poterie, etc. ;
- faire prospérer la cité grâce au commerce extérieur, gérer les impôts, le chômage, gérer la production de la cité et la balance économique, au risque de faire Banqueroute et d'être démis de ses fonctions par la force ;
- si besoin est, défendre la cité des invasions ennemies via une armée formée et payée à vos dépens, ainsi que des infrastructures défensives ;
- remplir l'objectif de la partie : avoir un certain nombre d'habitants, construire un ou plusieurs monuments, atteindre un certain niveau mesuré sur cent dans le domaine financier, culturel, démographique, etc., le plus souvent, ériger une grande cité auto-suffisante, ou jouer une partie libre.
- lutter non seulement face aux éventuels ennemis, mais aussi face aux catastrophes naturelles telle qu'une mer de sang ou une crue du Nil trop faible pour refertiliser les terres agricoles, ou bien des catastrophes divines comme la destruction de certains bâtiments selon la spécificité du dieu en colère.

Le commerce occupe une place centrale dans le jeu, il est possible d'ouvrir des routes commerciales, au fil des eaux du Nil ou par caravanes à travers le désert. En effet, il n'est pas possible de produire tous les types de biens dans sa cité et il faudra recourir aux importations pour avoir tous les biens dont ont besoin les citoyens. De plus, étant donné que les importations coûtent cher, les exportations sont le moyen le plus rentable pour gagner de l'argent (même s'il existe d'autres moyens comme les impôts ou l'exploitation des mines d'or).
Le nombre de denrées différentes est important, nourriture, cuivre, matières premières, produits finis, matériaux de construction... Plus le quartier est attrayant et les attentes des habitants comblées, plus les habitations évoluent, de la hutte rudimentaire jusqu'aux somptueux domaines. Suivant les missions, l'aspect militaire peut aussi être présent. Il nécessite la mise en place d'une infrastructure importante et coûteuse, car l'exploitation de nombreuses ressources différentes et la construction de divers bâtiments, tels que le centre de recrutement, les académies ou les casernes des différentes divisions: archers, fantassins et conducteurs de chars, est requise.
Un mode histoire est présent pour, en premier lieu, vous apprendre les bases du jeu, puis pour vous faire vivre l'histoire de l'Égypte antique en retraçant la vie d'une riche famille d'architectes égyptiens aux services du pharaon ou de ses ennemis. À de nombreux moments dans le jeu, le joueur a le choix entre deux missions, l'une en général avec des objectifs moins élevés que l'autre mais avec une certaine activité militaire (contrairement à celle avec les objectifs plus élevés qui n'en a généralement pas).
Le côté pédagogique est également un point fort : un clic-droit sur un bâtiment du jeu ouvre une fenêtre proposant un rapide résumé de sa fonction, et donne l’accès à une base de données encyclopédique sur la culture et l’Histoire de l’Égypte.
Le jeu se déroule en missions successives suivant l'ordre chronologique. Pour terminer le niveau, le joueur doit terminer le niveau précédent. 

### Monuments
L'un des aspects majeurs du jeu et l'un des ajouts par rapport à la série Caesar est la possibilité de construire des grands monuments de l'Égypte antique. Ceux-ci demandent un important nombre de ressources pour être construit.
Parmi les monuments constructibles se trouvent :
- Les Mastabas
- Les Pyramides
- Le Sphinx
- Les Obélisques

## Extension
Une extension nommée Cléopâtre : La reine du Nil a été commercialisée en 2000. Elle rajoute une campagne de 4 chapitres faisant suite à celle du jeu principal, la reprenant à l'époque à laquelle cette dernière s'arrête et allant jusqu'à l'époque de Cléopâtre,.

## Accueil
| Pharaon               |      |       |
| Média                 | Pays | Notes |
| Computer Gaming World | US   | 4/5   |
| Cyber Stratège        | FR   | 4.5/5 |
| GameSpot              | US   | 82 %  |
| Gen4                  | FR   | 3/6   |
| Jeuxvideo.com         | FR   | 17/20 |
| Joystick              | FR   | 84 %  |
| PC Zone               | UK   | 84 %  |

## Pharaoh: A New Era
Un remake du jeu, intitulé Pharaoh: A New Era est édité par Triskell Interactive et Dotemu en février 2023. Les premiers stades du développement du remake ont pour but de rendre le jeu compatible avec les ordinateurs actuels, de renouveler l'interface et d'améliorer les mécaniques de jeu. Pharaoh: A New Era intègre le jeu original ainsi que son extension Pharaoh + Cleopatra et comprend plusieurs améliorations d'accessibilité comme un menu amélioré pour sélectionner un bâtiment en deux clics maximum ou encore une meilleure gestion des travailleurs.